# KZ-Außenlager Schillstraße

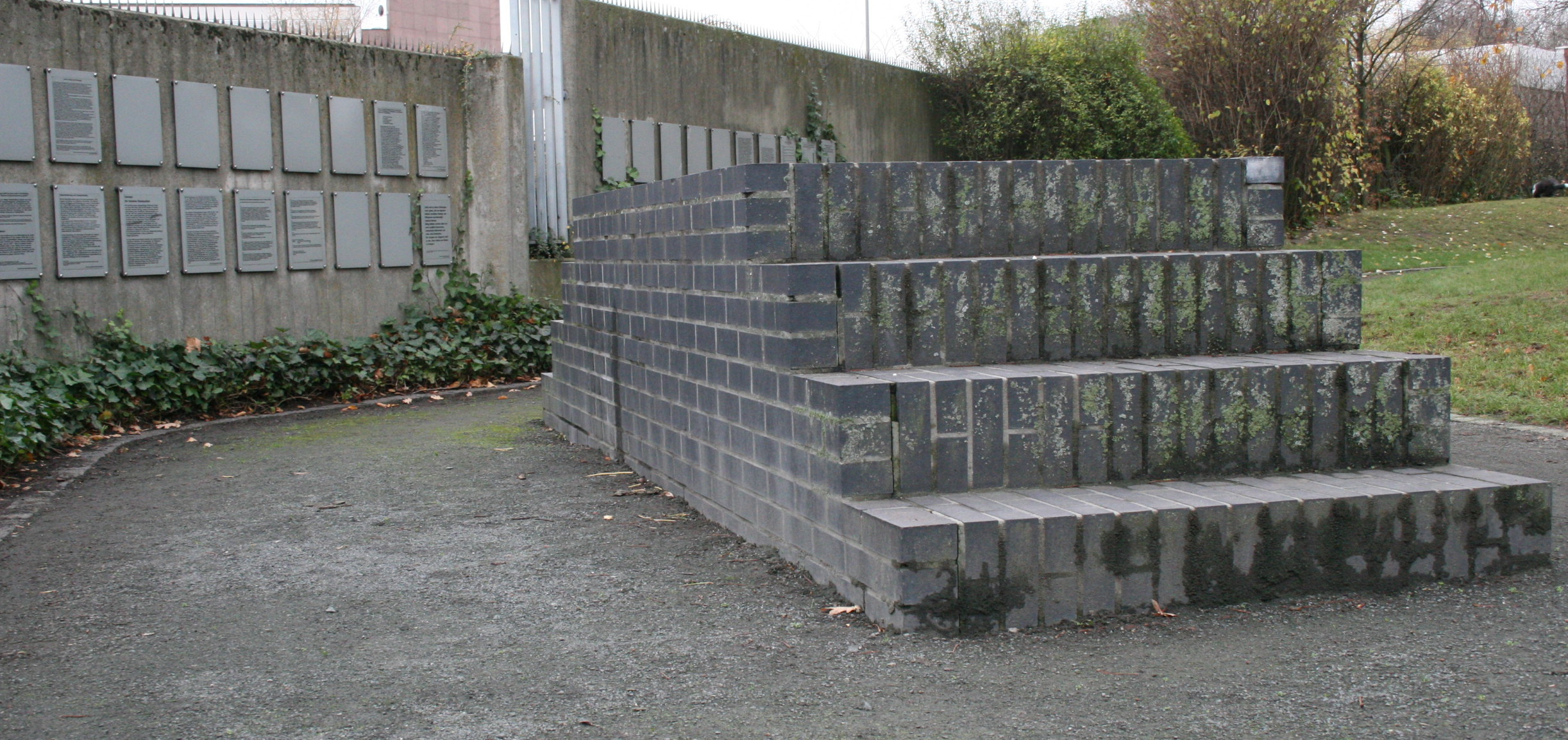
Das Podest aus gemauerten Ziegeln von Sigrid Sigurdsson im Vordergrund und die Wandgestaltung mit zahlreichen Tafeln

Das KZ-Außenlager Schillstraße in Braunschweig wurde am 5. November 1944 als Außenlager des KZ Neuengamme errichtet. Dieses KZ-Außenlager der SS wurde auch als Lager Büssing-NAG/Schillstraße nach der Firma bezeichnet, für die zunächst rund 2000 KZ-Häftlinge Zwangsarbeit in der Rüstungsproduktion der Braunschweiger Automobilwerke Büssing-NAG leisten mussten. Im März 1945 wurde das Konzentrationslager aufgelöst, da die Produktion in den Büssing-Werken aufgrund von Bombenschäden eingestellt werden musste. Die Häftlinge wurden in andere Konzentrationslager verlegt.
Auf dem ehemaligen Lagergelände und bei der heutigen Gedenkstätte daran befindet sich auch das Schill-Denkmal, das 1837 als Grabstätte für den Major Ferdinand von Schill und einige seiner Offiziere errichtet wurde. Ferdinand von Schill leitete 1809 einen gescheiterten Aufstandsversuch gegen die napoleonische Besatzung. 1955 wurde das Schilldenkmal neugeweiht und sollte dann auch an die gefallenen Braunschweiger Soldaten des Zweiten Weltkrieges erinnern.
Bis zur Errichtung der Gedenkstätte fand am Volkstrauertag die offizielle Gedenkveranstaltung des Volksbund Deutsche Kriegsgräberfürsorge (VDK) und der Stadt Braunschweig am Schilldenkmal statt. Vertreter der Stadt, der Volksparteien, der Bundeswehr und Traditionsverbände ehemaliger Truppenteile legten dort Kränze nieder.
1994 und 1995 kam es am Schilldenkmal zu Auseinandersetzungen der Teilnehmer der offiziellen Gedenkveranstaltung mit Teilnehmern einer an gleicher Stelle und zu gleicher Zeit stattfindenden Gedenkveranstaltung antifaschistischer Gruppen für die Opfer des KZ-Außenlagers.
Diese Auseinandersetzungen führten schließlich dazu, dass die Stadt die Gedenkstätte KZ-Außenlager Schillstraße errichtete und die offizielle Gedenkveranstaltung auf den Hauptfriedhof verlegte. 

## Entstehung des Lagers

Abbildung des Lagers als Wandtafel an der Gedenkstätte Schillstraße

Seit etwa 1942 forderten die Büssing-Werke bei verschiedenen Regierungsstellen Zwangsarbeiter für den Einsatz in der Rüstungsproduktion an. Zunächst stellte u. a. das Strafgefängnis Wolfenbüttel Gefangene für diesen Zweck ab. Deren Zahl reichte jedoch nicht aus, um die Produktion von Lastwagen des Büssingwerks und Flugzeugmotoren, die Büssing ab 1935 in Lizenz von Daimler-Benz in den Niedersächsischen Motorenwerke (NIEMO) in Braunschweig-Querum herstellte, sicherzustellen.
Im Frühjahr 1944 „versiegte“ der gewaltsam herbeigeführte Zustrom von ausländischen Zivilarbeitern im Dritten Reich, und in der regimenahen Wirtschaft wurden Überlegungen angestellt, das Potential der Häftlinge in den Konzentrationslagern zu nutzen. Zahlreiche bekannte Firmen, wie beispielsweise die Firma Büssing NVA, reichten Anträge auf Zuteilung von Häftlingen, die beim SS-Wirtschaftsverwaltungshauptamt zu stellen waren, ein. Zuständig waren hier der SS-Standartenführer Gerhard Maurer und Maurers Vorgesetzter, der SS-Gruppenführer Richard Glücks, sowie Oswald Pohl.
Wurde die Zuteilung von Häftlingen genehmigt, kontrollierten Mitarbeiter des Wirtschaftsverwaltungsamtes und der zuständige Lagerkommandant das Vorhaben hinsichtlich einer Eignung. Dabei wurde besonders auf die entsprechende Einzäunung und das „Risiko“ der Kontaktaufnahme zu Zivilarbeitern geachtet. Waren die Voraussetzungen durch die beantragende Firma erfüllt, wurde das KZ-Stammlager angewiesen, eine Anzahl von KZ-Häftlingen zuzuweisen und diese Zahl konstant zu halten.
Die Firmen konnten selbst die Auswahl unter den Häftlingen treffen. Auch Büssing stellte einen Antrag, der genehmigt wurde, und im September 1944 reisten zwei Mitarbeiter der Büssing-NAG, der Ingenieur Pfänder und der kaufmännische Angestellte Scholmeyer ins KZ Auschwitz, um 1.000 bis 1.200 Häftlinge mit Erfahrungen in der Metallindustrie auszuwählen. Die meisten der ausgewählten Männer stammten aus dem jüdischen Ghetto in Łódź. In mehreren Transporten wurden die Häftlinge anschließend nach Braunschweig gefahren. Ein Teil kam zunächst in das KZ-Außenlager Vechelde in Vechelde, der andere ins Lager Schillstraße. Zuvor wurden aus dem Stammlager Neuengamme 126 Häftlinge nach Braunschweig gebracht, um dort das Lager Schillstraße einzurichten. Unter den 126 Häftlingen waren 74 französische Widerstandskämpfer, 42 Russen, Letten, Esten, acht Deutsche und zwei Polen. Es wurden vier Baracken zur Unterbringung der Gefangenen und eine für die SS-Wachmannschaft errichtet. Entsprechend den geltenden Vorschriften sollte jede Baracke 312 Personen aufnehmen. In die Wohnbaracke der SS-Wachmannschaft kamen zunächst 25 und später 50 Wächter. Das Lager war am 5. November 1944 fertiggestellt, und der Lagerkommandant Max Kirstein übernahm mit dem SS-Führer Rolfs in der Lagerschreibstube, der bereits im KZ-Außenlager Vechelde seinem Vertreter war, Heinrich Sebrantke, SS-Scharführer Robert Nordmann (zuständig für Essensverpflegung), SS-Mann Gerjet Backer, den SS-Schützen Hermann Schier und August Sonntag, SS-Sturmmann L. Sagell sowie SS-Oberscharführer Paul Braszeszwewitz das Kommando im KZ Schillstraße, das dem KZ Neuengamme unterstand.

## Lager und Arbeit
Im KZ waren nach den Transporten Mitte September, Mitte Oktober und am 9. November 1944 etwa 1200 Häftlinge untergebracht.
Die Häftlinge wurden in zwei Tagesschichten eingesetzt. Es musste in 3-Stockwerk-Betten geschlafen werden. Um 4 Uhr morgens wurden die Häftlinge geweckt, sie wurden durch Appelle und wegen angeblicher Vergehen schikaniert und mit Prügelstrafen belegt. Zur Arbeit mussten sie 1,2 Kilometer marschieren und waren in der Reparaturabteilung für Maschinen und im sogenannten „Dieselbunker“ eingesetzt. Dort mussten sie Maschinengehäuse bearbeiten, und ihre Kleidung, die noch aus dem Lager Auschwitz stammte, war durch die zu verrichteten Arbeiten völlig verölt und verschmutzt. Es gab keine Kleidung zum Wechseln oder Kleider-Waschmöglichkeit. Die Häftlinge hatten keine warme Kleidung, und zum Teil waren die KZ-Kleidung derart verschmutzt, dass deren Streifen nicht mehr erkennbar waren.

Sie hatten während der 12-stündigen Arbeitszeit einmal 30 Minuten Pause zur Essenseinnahme, das aus einer warmen Suppe bestand. Die Suppe in Schüsseln wurde ihnen aus den Händen geschlagen, wenn sie innerhalb der vorgegebenen Zeit nicht inklusive Essensausgabe fertig gegessen hatten. Das Essen wurde in der Küche der Firma Büssing zubereitet und von Funktionshäftlingen ausgegeben. Lagerkommandant Kirstein änderte dies ab, seine SS-Wächter gaben das Essen selbst aus und stahlen offensichtlich einen Teil des für die Häftlinge zugeteilten Essens. Dies ist beispielsweise im zum Lager Schillstraße gehörigen KZ-Unterlager Vechelde nachgewiesen.
Der Gesundheitszustand der Häftlinge war schon bei Ankunft schlecht; Ende 1944 starben täglich 8 bis 10 Personen an Durchfall, Typhus und Tuberkulose. Es gab zwar Ärzte unter den Häftlingen, die aber ohne entsprechende Medizin und medizinische Gerätschaften wenig dagegen ausrichten konnten. Die Sterberate führte dazu, dass Anfang Januar ein Vertreter des KZ Neuengamme 200 kranke Häftlinge ins KZ Watenstedt verlegen ließ. Nach Schätzungen wurden 400 bis 500 Häftlingsleichen nach Salzgitter und 80 weitere ins Krematorium Braunschweig transportiert.

## Auflösung des Konzentrationslagers
Ab 26. März 1945 mussten die verbliebenen Häftlinge das Lager in der Schillstraße verlassen, da die Büssing-Werke durch einen Bombenangriff zerstört wurden, und waren kurz im KZ Watenstedt/Leinde in Leinde inhaftiert. Am 7. und 8. April verließen sie Watenstedt in offenen Eisenbahnwaggons und sollten Richtung KZ Neuengamme transportiert werden. Der Zug fuhr sie allerdings in Richtung Stendal und hielt in Uchtspringe an, wo 66 tote Häftlinge aus dem Zug entfernt und in einem Massengrab beerdigt wurden. Nach einer sechstägigen Irrfahrt kamen sie im Konzentrationslager Ravensbrück an. Am 24. April sollten die wenigen Überlebenden von der SS nach Hamburg gebracht werden, der Zug wurde bombardiert und musste zurückkehren. Sie wurden am 27. April 1945 mit Lkw ins KZ Wöbbelin gebracht und dort am 2. Mai 1945 von der 82nd Airborne Division befreit.
Am 12. April 1945 wurde die Übergabe der Stadt Braunschweig an Einheiten der 30. US-Infanteriedivision vollzogen. Nichts deutete mehr auf das ehemalige KZ hin. Die inzwischen dort untergebrachten Kriegsgefangenen wurden befreit. Bereits am 15. April wurde die Produktion bei der Büssing-NAG wieder aufgenommen, drei Tage später erteilte die Militärregierung die Erlaubnis zur Wiederaufnahme der Produktion.

## Entschädigung von Zwangsarbeitern
Im Jahr 1948 beauftragte der ehemalige Zwangsarbeiter Adolf Diamant einen Rechtsanwalt aus Israel, Schadenersatzansprüche für die geleistete Arbeit gegenüber der Büssing-NAG einzuklagen. Die Büssing-NAG bescheinigte zwar, dass Diamant Zwangsarbeit geleistet habe, er sei aber nicht eingestellt oder angefordert worden, sein Arbeitseinsatz sei von Regierungsstellen „angewiesen“ worden. Folglich weigerte sich die Büssing-NAG, ihm nachträglich Lohn zu zahlen. Das Amtsgericht Braunschweig verurteilte die Büssing-NAG schließlich am 20. Juni 1965 zu einer Lohnnachzahlung von 177,80 DM. 1977 wurde das KZ in die Anlage zum Bundesentschädigungsgesetz (BEG) aufgenommen.

## Auseinandersetzungen um die Formen des Gedenkens

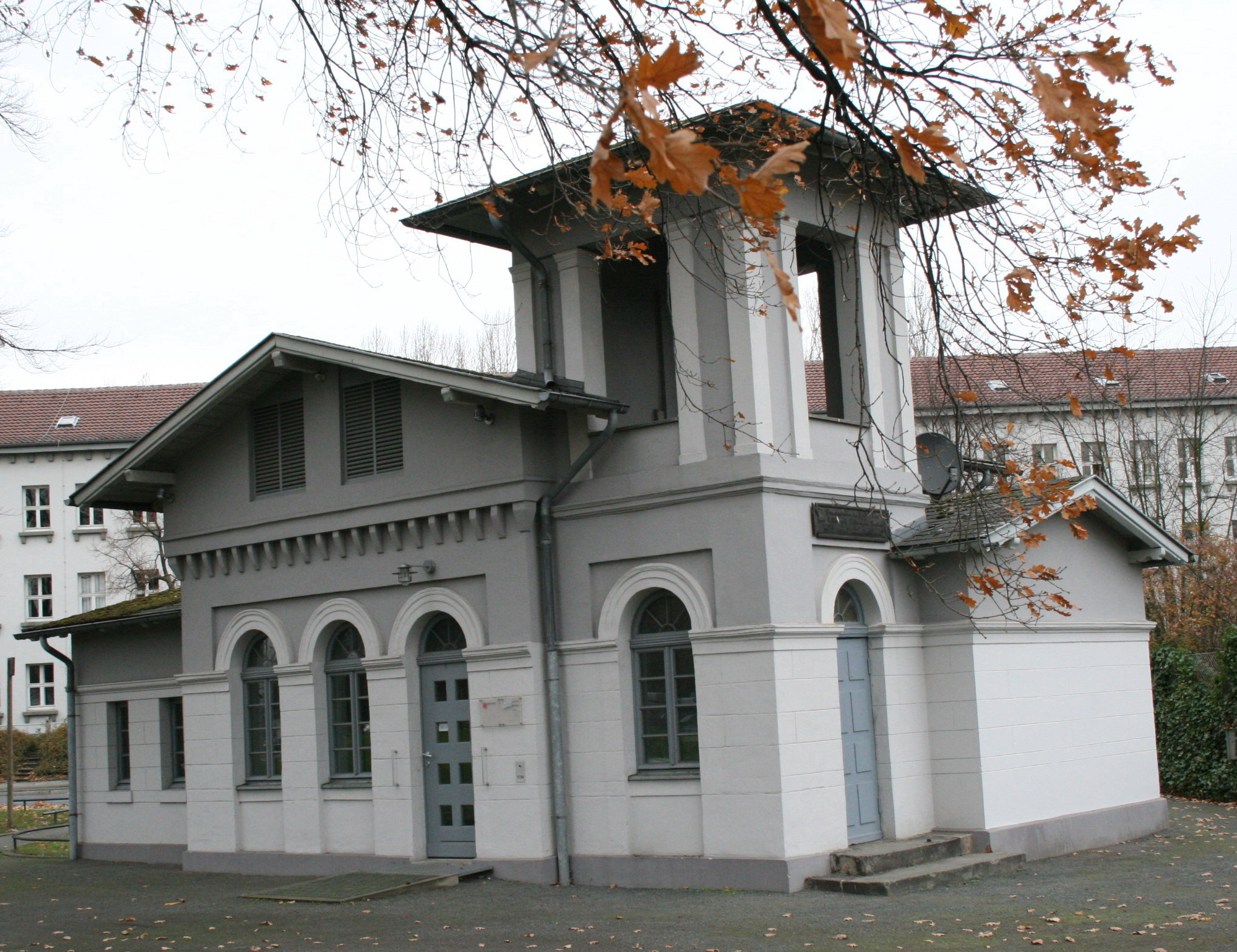
Das Gebäude der Gedenkstätte Schillstraße (Invalidenhäuschen)

Seit 1955 fand am Schilldenkmal, das direkt an das ehemalige Lagergelände angrenzt, alljährlich zum Volkstrauertag die offizielle Gedenkveranstaltung des Volksbundes Deutsche Kriegsgräberfürsorge und der Stadt Braunschweig statt. Es wurde den gefallenen Soldaten der in Braunschweig stationierten Truppenteile und den Opfern von Krieg und Gewaltherrschaft gedacht. An das KZ-Außenlager wurde dabei nicht erinnert. 1991 stellte die „Initiative KZ-Außenkommando Schilldenkmal“ eine Tafel mit Informationen zum Konzentrationslager auf dem Gelände des Schilldenkmals auf. Diese wurde jedoch von der Stadt entfernt. Am Volkstrauertag 1994 und 1995 veranstalteten das „Antifaschistische Plenum“ und die „Jugend Antifa Aktion“ (JAA) an gleicher Stelle und zum gleichen Zeitpunkt wie die offizielle Kranzniederlegung eine Gedenkveranstaltung für die Opfer des KZ-Außenlagers. Es kam zu körperlichen Auseinandersetzungen, Polizeieinsätzen und anschließenden Gerichtsverfahren.
Diese Auseinandersetzungen führten schließlich dazu, dass der Rat der Stadt 1996 beschloss, einen Künstlerwettbewerb zur Gestaltung einer Gedenkstätte auszuschreiben. Die offizielle Gedenkveranstaltung wurde auf den Hauptfriedhof verlegt.

## Gedenkstätte KZ-Außenlager Schillstraße

Wandgestaltung an der Gedenkstätte Schillstraße

Seit Mai 2000 erinnert die von der Künstlerin Sigrid Sigurdsson konzipierte und von der Stadt Braunschweig errichtete „Gedenkstätte KZ-Außenlager Braunschweig Schillstraße“ an das Geschehene. Im Invalidenhäuschen (erbaut 1840 als Herberge für den Verwalter des Schill-Denkmals) befindet sich nun ein sogenanntes Offenes Archiv, zu dessen Entstehung verschiedenen Braunschweiger Bürger, Organisationen und Parteien mit Dokumenten, Erlebnisberichten, Erinnerungen und Forschungsarbeiten zur Geschichte des Lagers, aber auch zur Auseinandersetzung um die Formen des Erinnerns seit 1945 beigetragen haben. Texte aus dem offenen Archiv sind auf Tafeln an Mauern auf dem Gelände angebracht. Auf dem ehemaligen Gelände des Konzentrationslagers, das heute von der Post AG benutzt wird, wurde eine Leuchtschrift mit der Mahnung: „Die Zukunft hat eine lange Vergangenheit“ angebracht.

## Weitere bislang bekannte NS-Arbeitslager in Braunschweig
- Kralenriede
- Rühmerberg
- Schuntersiedlung
- Mascherode
- Schützenplatz[10]
- Dietrich-Klagges-Stadt
- KZ-Außenlager SS-Reitschule
- Entbindungsheim für Ostarbeiterinnen, Broitzemer Straße 200, heute Münchenstraße[11]